# Sudamerlycaste reichenbachii
Sudamerlycaste reichenbachii (Gireoud ex Rchb.f.) Archila, 2003, è una pianta della famiglia delle Orchidacee originaria del Sud America.

## Descrizione
È un'orchidea di grandi dimensioni con crescita epifita su alberi della foresta umida montana oppure litofita. S. reichenbachii è una pianta cespitosa che presenta pseudobulbi di forma strettamente ellittica, angolati, recanti all'apice due foglie erette, plicate, picciolate, di forma strettamente oblungo-lanceolata, ad apice acuto.
La fioritura avviene normalmente in primavera, mediante un'infiorescenza aggettante dalla base di uno pseudobulbo maturo, eretta, con 3 brattee floreali acute e recante un unico fiore. Questo è grande da 3.5 a 6 centimetri, odora la notte di alghe marine e ha sepali verdi, i 2 laterali sono caratteristicamente piegati verso il basso, petali verdi più chiari dei sepali e labello arancione con margini molto fittamente frastagliati a formare una frangia.

## Distribuzione e habitat
La specie è originaria dell'America Meridionale, in particolare di Bolivia, Colombia, Ecuador e Perù dove cresce epifita sugli alberi della foresta umida montana, oppure litofita negli stessi ambienti, intorno ai 1600 metri sul livello del mare.

## Sinonimi
Lycaste reichenbachii Gireoud ex Rchb.f., 1856

Ida reichenbachii (Gireoud ex Rchb.f.) A.Ryan & Oakeley, 2003

Lycaste mesochlaena Rchb.f. & Warsz., 1854

Lycaste mezae D.E.Benn. & Oakeley, 1994

Ida reichenbachii var. alba Oakeley, 2003

Ida reichenbachii var. aurantiaca Oakeley, 2003

Ida reichenbachii var. viridis Oakeley, 2003

Sudamerlycaste mesochlaena (Rchb.f. & Warsz.) Archila, 2003

Sudamerlycaste mezae (D.E.Benn. & Oakeley) D.E.Benn. & Oakeley ex Archila, 2003

Sudamerlycaste reichenbachii var. alba (Oakeley) Archila, 2009

Sudamerlycaste reichenbachii var. aurantiaca (Oakeley) Archila, 2009

Sudamerlycaste reichenbachii var. viridis (Oakeley) Archila, 2009

## Coltivazione
Questa pianta è bene coltivata in vasi contenenti humus fertile e richiede esposizione a mezz'ombra, con temperature miti per tutto il corso dell'anno, durante la fioritura è consigliabile aumentare la temperatura e irrigare il terriccio.